# Sanguliupo
Sanguliupo zijn de vrouwelijke beroepen in oud-China. In het moderne China verwijst het naar vrouwen die bij de plaatselijke put de nieuwste roddels uitwisselen.
- Sangu verwijst naar de drie geestelijke beroepen: boeddhistische non, taoïstische non en waarzegger
- Liupo verwijst naar slavinnen en werkstershandelaar, huwelijksbemiddelaar, oude lerares, bordeleneigenaar, kruidenvrouwtje en verloskundige